# Tokarev
Tokarev je priimek več oseb:
- Dimitrij Stepanovič Tokarev, sovjetski general
- Boris Kuzmič Tokarev, sovjetski general
- Nikolaj Aleksandrovič Tokarev, sovjetski general
- Sergej Aleksandrovič Tokarev, (1899–1985), ruski etnolog
- Sergej Fjodorovič Tokarev, sovjetski general
- Fjodor Vasiljevič Tokarev, ruski oborožitveni inženir in konstruktor (TT-30)